# Santo Domingo Aztacameca
Santo Domingo Aztacameca är en ort i Mexiko, tillhörande kommunen Axapusco i delstaten Mexiko, i den centrala delen av landet. Orten hade 3 012 invånare vid folkräkningen 2010 och är det fjärde största samhället i kommunen.